# Pueblo Benito García
Pueblo Benito García är en ort i Mexiko.   Den ligger i kommunen Ensenada och delstaten Baja California, i den nordvästra delen av landet, 2 100 km nordväst om huvudstaden Mexico City. Pueblo Benito García ligger 17 meter över havet och antalet invånare är 1 028.
Terrängen runt Pueblo Benito García är platt. Runt Pueblo Benito García är det glesbefolkat, med 8 invånare per kvadratkilometer. Närmaste större samhälle är Colonia Nueva Era, 1,4 km sydost om Pueblo Benito García. Omgivningarna runt Pueblo Benito García är i huvudsak ett öppet busklandskap.